# 中央自動車道
中央自動車道（ちゅうおうじどうしゃどう、英語: CHUO EXPWY）は、中日本高速道路株式会社（NEXCO中日本）が管理している、東京都杉並区の高井戸ICから愛知県小牧市の小牧JCT、および途中の山梨県大月市の大月JCTで分岐して山梨県富士吉田市の富士吉田ICを結ぶ高速道路（高速自動車国道）である。略称は中央道（ちゅうおうどう）。旧道路名は中央高速道路であり、道路名を「○○高速道路」から「○○自動車道」へ変更した唯一の高規格幹線道路でもある。
高速道路ナンバリングによる路線番号は、高井戸IC - 岡谷JCT間が「E20」、岡谷JCT - 小牧JCT間が長野自動車道とともに「E19」、大月JCT - 河口湖IC間の富士吉田線（ふじよしだせん）が東富士五湖道路とともに「E68」と、それぞれ割り振られている。

## 概要
全区間を中日本高速道路（NEXCO中日本）が管理・営業している。東京都区部から名古屋市近郊までを神奈川県北部・山梨県・長野県南部・岐阜県南東部を経由して結び、同じ東京・名古屋近郊を結ぶ東名高速道路・新東名高速道路を補完する役割を持つ。かつての五街道である甲州街道・中山道に概ね沿う形で整備され、高井戸IC - 岡谷JCT間は甲州街道を継承する国道20号と多くの区間で並行する。
開通当初は、東名高速や名神高速と同様に中央高速道路を名称として用いていたが、開通当初の暫定2車線対面通行でなおかつ中央にセンターポールも分離帯もないという状態であった上、追越しも許されている（中央線が破線）という有様であったにもかかわらず、「高速」という呼称によって速度超過が多発したことによる交通事故が頻発したために、中央自動車道に改称された（ただ、この当時の名残として、一般道での案内標識や、民間企業の案内看板などに「中央高速」表記が残るものがある）。なお、その後開通した高速道路では、東名・名神のバイパスとなる新東名高速・新名神高速を除いては道路名称に「○○高速道路」が用いられることはなく「○○自動車道」に統一されている。
首都圏の放射方向の高速道路（9放射）のうち、唯一（東京）都心部（首都高速道路4号新宿線と接続する区間）が4車線であるため、深刻な渋滞が発生することがある。沿線には相模湖や河口湖などリゾート地が多いことから平日と週末の利用車数の差が大きく、観光シーズンの土曜・日曜の渋滞が他路線より目立つ。また、高井戸IC - 八王子ICは平日・休日問わず交通量が非常に多く、平日においても渋滞が多発している。
多くの区間で並行する中央本線と同様、日本国内の高速道路では特に標高の高い地域を経由する。富士見バスストップ西方（157.3KP付近）にある中央道最高地点は標高1,015メートルであり、2000年10月7日の東海北陸自動車道荘川IC - 飛驒清見IC開通までは、同地点が日本の高速道路の最高地点であった。

### 規格
- 道路構造令
  - 第1種第1級（三鷹TB - 八王子IC/TB）
  - 第1種第3級（八王子IC/TB - 小牧JCT）
  - 第1種第4級（高井戸IC - 三鷹TB）
- 設計速度
  - 120km/h（三鷹TB - 八王子IC/TB）
  - 80km/h（八王子IC/TB - 小牧JCT）
  - 60km/h（高井戸IC - 三鷹TB）

### 路線名・道路名
高速自動車国道の路線名（政令による路線名）としての中央自動車道は、東京都を起点に3方向に分岐する富士吉田線・西宮線・長野線の3路線から成る。
国土開発幹線自動車道建設法では、以下のとおり指定されている。
| 路線名     | 起点   | 主たる経過地                                  | 主たる経過地                                       | 終点       |
| ---------- | ------ | --------------------------------------------- | -------------------------------------------------- | ---------- |
| 富士吉田線 | 東京都 | 神奈川県津久井郡相模湖町 大月市               | 神奈川県津久井郡相模湖町 大月市                    | 富士吉田市 |
| 西宮線     | 東京都 | 神奈川県津久井郡相模湖町 大月市 甲府市 諏訪市 | 飯田市 中津川市 小牧市 大垣市 大津市 京都市 吹田市 | 西宮市     |
| 長野線     | 東京都 | 神奈川県津久井郡相模湖町 大月市 甲府市 諏訪市 | 松本市付近                                         | 長野市     |

また高速自動車国道の路線を指定する政令では次のように指定されている。
| 路線名     | 起点          | 重要な経過地                                                                        | 重要な経過地                                                   | 重要な経過地 | 終点       |
| ---------- | ------------- | ----------------------------------------------------------------------------------- | -------------------------------------------------------------- | --- | ---------- |
| 富士吉田線 | 東京都 杉並区 | 東京都世田谷区 三鷹市 調布市 府中市 国立市 日野市 八王子市 相模原市 上野原市 大月市 | 都留市 山梨県南都留郡富士河口湖町                              | 都留市 山梨県南都留郡富士河口湖町 | 富士吉田市 |
| 西宮線     | 東京都 杉並区 | 東京都世田谷区 三鷹市 調布市 府中市 国立市 日野市 八王子市 相模原市 上野原市 大月市 | 甲州市 笛吹市 甲府市 甲斐市 韮崎市 北杜市 茅野市 諏訪市 岡谷市 | 伊那市 駒ケ根市 飯田市 中津川市 恵那市 瑞浪市 土岐市 多治見市 春日井市 小牧市 岩倉市 一宮市 羽島市 大垣市 岐阜県不破郡関ケ原町 米原市 彦根市 東近江市 湖南市 野洲市 栗東市 草津市 大津市 京都市 向日市 長岡京市 高槻市 茨木市 吹田市 豊中市 尼崎市 | 西宮市     |
| 長野線     | 東京都 杉並区 | 東京都世田谷区 三鷹市 調布市 府中市 国立市 日野市 八王子市 相模原市 上野原市 大月市 | 甲州市 笛吹市 甲府市 甲斐市 韮崎市 北杜市 茅野市 諏訪市 岡谷市 | 塩尻市 松本市 安曇野市 千曲市 | 長野市     |

これらについて、一般公衆に案内されている道路名（通称）に区分すると以下のようになる。
| 路線名                 | 道路名                  | 区間                  | 備考                     |
| ---------------------- | ----------------------- | --------------------- | ------------------------ |
| 中央自動車道富士吉田線 | E20E68 中央自動車道     | 高井戸IC - 富士吉田IC |                          |
| 中央自動車道富士吉田線 | C3 東京外かく環状道路※1 | 東名JCT - 中央JCT     | 整備計画区間             |
| 中央自動車道西宮線     | E20E19 中央自動車道     | 大月JCT - 小牧JCT     |                          |
| 中央自動車道西宮線     | E1 東名高速道路         | 小牧JCT - 小牧IC      | 第一東海自動車道と重複   |
| 中央自動車道西宮線     | E1 名神高速道路         | 小牧IC - 西宮IC       | 支線あり※2               |
| 中央自動車道長野線     | E19 長野自動車道        | 岡谷JCT - 更埴JCT     |                          |
| 中央自動車道長野線     | E18 上信越自動車道      | 更埴JCT - 長野IC      | 関越自動車道上越線と重複 |

※1 同道路の供用済区間は「東京外環自動車道（C3）」として供用されている。
※2京滋バイパス（E88）・久御山淀IC - 大山崎JCTは名神高速の改築事業として建設された。
道路名（通称）「中央自動車道」に高速自動車国道の路線名を照らし合わせると、高井戸IC - 大月JCT間は、富士吉田線・西宮線・長野線の3路線の重複区間、大月JCT - 岡谷JCT間が西宮線・長野線の重複区間で、岡谷JCT - 小牧JCT間が西宮線の単独区間である。また、支線になる大月JCT - 富士吉田IC間は富士吉田線の単独区間になる。
以下では、特記がない場合は道路名（通称）の中央自動車道について述べる。また、道路形状等に従い、高井戸IC - 小牧JCTを本線（E20・E19）、大月JCT - 富士吉田ICを富士吉田線（E68）と呼ぶ。

### 東名高速との比較
中央自動車道と同様に東京と名古屋を結ぶ高速道路のひとつに東名高速道路がある。距離もほぼ等しく（中央道の高井戸IC - 小牧JCTが344km、東名高速の東京IC - 小牧JCTが340km）、中央道と東名高速とは相互に代替する機能を担っている。東名集中工事が行われる際は、NEXCO中日本のウェブサイトやSA・PAの各施設で中央道への迂回を促すメッセージが掲載され、料金調整も行われる。
一方で、次のような点から、中長距離輸送には東名高速が利用される傾向にある。
- 東名高速が神奈川・静岡県境付近を除いて比較的平坦なルートを通ることに対し、中央道は東京都、愛知県、甲府盆地、および伊那谷の区間を除くほぼ全区間で山地部を通るためカーブや勾配（坂）、長大トンネルが多い。
- 冬季になると、中央道では雪によるチェーン・冬用タイヤ規制や通行止めがたびたび発生する。
- 中央道は起点の東京側でも大部分が4車線区間であり、この区間の通過に3時間以上かかる大渋滞[注釈 8]をしばしば引き起こす[注釈 9]。
- 東名高速の速度制限状況と比べ、中央道では東京都の一部区間を除き制限速度が80km/h以下である。
- 新名神草津JCT以西から東京方面へ向かう場合、（その逆の場合含む）中央道経由よりも大幅に時間が短縮される場合がある。

#### 高速バス路線の利用状況
首都圏と中京以西を結ぶ夜行高速バスでは、首都圏の発着地に応じて中央道と東名高速とを使い分ける傾向が見られ、新宿駅・池袋駅・多摩地域・埼玉発着は中央道経由、東京駅・渋谷駅・横浜発着は東名高速経由が多い。しかし、新宿・池袋発着のバスでは首都高速中央環状線が東名高速道路に接続する首都高速3号渋谷線の大橋JCTまで延伸されたことに加え、圏央道を介して東名高速と中央道が結ばれたこと、更には新東名高速道路・新名神高速道路の部分開通もあり、東名・新東名高速経由へシフトする路線が増えている。

## インターチェンジなど
- IC番号欄の背景色が■である部分については道路が供用済みの区間を示している。また、施設名欄の背景色が■である部分は施設が供用されていない、または完成していないことを示す。未開通区間の名称は仮称。
- スマートインターチェンジ (SIC) 等のETC専用ICは背景色を■で示す。
- 路線名の特記がないものは市町村道。
- （間）は他の道路を介して接続している間接接続。
- バスストップ (BS) のうち、○/●は運用中、◆は休止中の施設。無印はBSなし。
- その他の略字は、ICはインターチェンジ、JCTはジャンクション、PAはパーキングエリア、SAはサービスエリア、TBは本線料金所をそれぞれ示す。

### 本線（西宮線）

#### 高井戸IC - 岡谷JCT間 E20
- 「※1」は国道20号。
- 「※2」は都道14号新宿国立線（東八道路）。

| IC 番号           | 施設名              | 接続路線名                                                     | 高井戸 から (km) | BS     | 備考                                                  | 所在地                 | 所在地                 | 所在地                 |
| ----------------- | ------------------- | -------------------------------------------------------------- | ---------------- | ------ | ----------------------------------------------------- | ---------------------- | ---------------------- | ---------------------- |
| 首都高速4号新宿線 |                     |                                                                |                  |        |                                                       |                        |                        |                        |
| 1                 | 高井戸IC            | ※2                                                             | 0.0              |        | 八王子方面からの出口のみの クォーターインターチェンジ | 東京都                 | 杉並区                 | 杉並区                 |
| -                 | 中央JCT             | C3 東京外かく環状道路                                          |                  | -      | 事業中                                                | 東京都                 | 三鷹市                 | 三鷹市                 |
| -                 | 三鷹TB/BS           | -                                                              | 4.0              | ○      | 八王子方面本線料金所                                  | 東京都                 | 三鷹市                 | 三鷹市                 |
| -                 | 深大寺BS            | -                                                              | 6.0              | ○      |                                                       | 東京都                 | 調布市                 | 調布市                 |
| 3                 | 調布IC              | ※1（甲州街道）                                                 | 7.7              |        |                                                       | 東京都                 | 調布市                 | 調布市                 |
| 3-1               | 稲城IC              | 都道9号川崎府中線                                              | 10.0             |        | 高井戸方面出入口 出口は非ETC車利用可                  | 東京都                 | 府中市                 | 府中市                 |
| 3-2               | 府中BS/SIC          | 都道9号川崎府中線                                              | 11.2             | ○      | 八王子方面出入口 出口は非ETC車利用可                  | 東京都                 | 府中市                 | 府中市                 |
| 4                 | 国立府中IC          | ※1（日野バイパス）                                             | 17.0             |        | 出口は非ETC車利用可                                   | 東京都                 | 国立市                 | 国立市                 |
| -                 | 日野BS              | -                                                              | 20.0             | ○      |                                                       | 東京都                 | 日野市                 | 日野市                 |
| -                 | 石川PA              | -                                                              | 23.3 23.5        |        | 高井戸方面 八王子方面                                 | 東京都                 | 八王子市               | 八王子市               |
| 5-1               | 八王子第1出口       | 国道16号（八王子バイパス）                                     | 25.8             |        | 高井戸方面からの出口                                  | 東京都                 | 八王子市               | 八王子市               |
| 5-2               | 八王子第2出口       | 国道16号（東京環状）                                           | 25.8             |        | 高井戸方面からの出口                                  | 東京都                 | 八王子市               | 八王子市               |
| 5                 | 八王子IC/TB         | 国道16号（東京環状）                                           | 25.8             |        |                                                       | 東京都                 | 八王子市               | 八王子市               |
| -                 | 元八王子BS          | -                                                              | 31.0             | ○      |                                                       | 東京都                 | 八王子市               | 八王子市               |
| -                 | 元八王子IC          | 都道61号山田宮の前線                                           | 33.2             | -      | 計画中                                                | 東京都                 | 八王子市               | 八王子市               |
| 6                 | 八王子JCT           | C4 首都圏中央連絡自動車道                                      | 36.0             | -      |                                                       | 東京都                 | 八王子市               | 八王子市               |
| 7                 | 相模湖東出口        | ※1                                                             | 42.4             |        | 高井戸方面からの出口                                  | 神奈川県 相模原市 緑区 | 神奈川県 相模原市 緑区 | 神奈川県 相模原市 緑区 |
| -                 | 相模湖BS            | -                                                              | 42.9             | ○      |                                                       | 神奈川県 相模原市 緑区 | 神奈川県 相模原市 緑区 | 神奈川県 相模原市 緑区 |
| 8                 | 相模湖IC            | ※1                                                             | 45.4             |        |                                                       | 神奈川県 相模原市 緑区 | 神奈川県 相模原市 緑区 | 神奈川県 相模原市 緑区 |
| -                 | 藤野PA              | -                                                              | 46.5             |        |                                                       | 神奈川県 相模原市 緑区 | 神奈川県 相模原市 緑区 | 神奈川県 相模原市 緑区 |
| 9                 | 上野原IC/BS         | 県道35号四日市場上野原線                                       | 50.3             | ○      |                                                       | 山梨県                 | 上野原市               | 上野原市               |
| -                 | 談合坂SA/野田尻BS   | -                                                              | 55.6             | ○      | 名古屋方面                                            | 山梨県                 | 上野原市               | 上野原市               |
| 9-1               | 談合坂SA/SIC        | （間）県道30号大月上野原線 （間）県道507号野田尻四方津停車場線 | 57.7             |        | SAは東京方面                                          | 山梨県                 | 上野原市               | 上野原市               |
| -                 | 猿橋BS              | -                                                              | 65.1             | ○      |                                                       | 山梨県                 | 大月市                 | 大月市                 |
| 10                | 大月IC              | ※1（現道・大月バイパス）                                       | 70.4             |        |                                                       | 山梨県                 | 大月市                 | 大月市                 |
| 11                | 大月JCT             | E68 富士吉田線                                                 | 71.4             | -      |                                                       | 山梨県                 | 大月市                 | 大月市                 |
| -                 | 真木BS              | -                                                              | 72.8             | ○      |                                                       | 山梨県                 | 大月市                 | 大月市                 |
| -                 | 初狩PA              | -                                                              | 74.7             |        |                                                       | 山梨県                 | 大月市                 | 大月市                 |
| -                 | 笹子BS              | -                                                              | 78.2             | ○      |                                                       | 山梨県                 | 大月市                 | 大月市                 |
| -                 | 甲斐大和BS          | -                                                              | 86.0             | ○      |                                                       | 山梨県                 | 甲州市                 | 甲州市                 |
| 12                | 勝沼IC              | ※1（勝沼バイパス）                                             | 90.1             |        |                                                       | 山梨県                 | 甲州市                 | 甲州市                 |
| -                 | 釈迦堂PA/BS         | -                                                              | 92.4             | ○      |                                                       | 山梨県                 | 甲州市                 | 甲州市                 |
| -                 | 釈迦堂PA/BS         | -                                                              | 92.4             | ○      | 笛吹市                                                | 山梨県                 |                        |                        |
| -                 | 甲斐一宮BS          | -                                                              | 94.8             | ○      |                                                       | 山梨県                 |                        |                        |
| 13                | 一宮御坂IC          | 国道137号                                                      | 96.3             |        |                                                       | 山梨県                 |                        |                        |
| -                 | 御坂BS              | -                                                              | 98.3             | ○      |                                                       | 山梨県                 |                        |                        |
| 13-1              | 笛吹八代SIC/八代BS  | （間）県道22号甲府笛吹線 県道313号藤垈石和線                   | 100.3            | ○      |                                                       | 山梨県                 |                        |                        |
| -                 | 境川PA/BS           | -                                                              | 103.9 104.2      | ○      | 東京方面 名古屋方面                                   | 山梨県                 |                        |                        |
| 14                | 甲府南IC/BS         | 国道358号                                                      | 105.6            | ○      |                                                       | 山梨県                 | 甲府市                 | 甲府市                 |
| -                 | 甲府中央SIC         |                                                                | 108.5            |        | 事業中                                                | 山梨県                 | 甲府市                 | 甲府市                 |
| -                 | 昭和BS              | -                                                              | 111.6            | ○      |                                                       | 山梨県                 | 中巨摩郡 昭和町        | 中巨摩郡 昭和町        |
| 15                | 甲府昭和IC          | ※1（甲府バイパス）                                             | 113.2            |        |                                                       | 山梨県                 | 中巨摩郡 昭和町        | 中巨摩郡 昭和町        |
| 15-1              | 双葉SA/SIC/双葉東BS | （間）県道6号甲府韮崎線 （間）県道25号甲斐中央線               | 117.9            | ○      |                                                       | 山梨県                 | 甲斐市                 | 甲斐市                 |
| 15-2              | 双葉JCT/BS          | E52 中部横断自動車道                                           | 119.9            | ◆      |                                                       | 山梨県                 | 甲斐市                 | 甲斐市                 |
| -                 | 甲斐IC/JCT          | ※1（新山梨環状道路）（調査中） 県道616号島上条宮久保絵見堂線   |                  | -      | 調査中                                                | 山梨県                 | 甲斐市                 | 甲斐市                 |
| 16                | 韮崎IC/BS           | 県道27号韮崎昇仙峡線                                           | 124.4            | ○      |                                                       | 山梨県                 | 韮崎市                 | 韮崎市                 |
| -                 | 明野BS              | -                                                              | 128.8            | ○      |                                                       | 山梨県                 | 北杜市                 | 北杜市                 |
| 17                | 須玉IC/BS           | 県道41号須玉インター線                                         | 131.4            | ○      |                                                       | 山梨県                 | 北杜市                 | 北杜市                 |
| -                 | 長坂高根BS          | -                                                              | 139.4            | ○      |                                                       | 山梨県                 | 北杜市                 | 北杜市                 |
| 17-1              | 長坂IC              | 県道32号長坂高根線                                             | 140.1            |        |                                                       | 山梨県                 | 北杜市                 | 北杜市                 |
| -                 | 長坂JCT             | E52 中部横断自動車道（調査中）                                 |                  | -      | 調査中                                                | 山梨県                 | 北杜市                 | 北杜市                 |
| -                 | 八ヶ岳PA/BS         | -                                                              | 142.5            | ○      |                                                       | 山梨県                 | 北杜市                 | 北杜市                 |
| 18                | 小淵沢IC/BS         | 県道11号北杜富士見線                                           | 148.3            | ○      |                                                       | 山梨県                 | 北杜市                 | 北杜市                 |
| -                 | 富士見BS            | -                                                              | 156.9            | ○      |                                                       | 長野県                 | 諏訪郡                 | 富士見町               |
| 19                | 諏訪南IC            | 県道425号払沢富士見線 県道90号諏訪南インター線                 | 160.9            |        |                                                       | 長野県                 | 諏訪郡                 | 富士見町               |
| -                 | 中央道原PA/BS       | -                                                              | 163.2 164.0      | ○      | 名古屋方面 東京方面                                   | 長野県                 | 諏訪郡                 | 原村                   |
| -                 | 茅野BS              | -                                                              | 169.1            | ○      |                                                       | 長野県                 | 茅野市                 | 茅野市                 |
| 20                | 諏訪IC              | ※1（諏訪バイパス）                                             | 172.0            |        |                                                       | 長野県                 | 諏訪市                 | 諏訪市                 |
| -                 | 有賀BS              | -                                                              | 176.4            | ○      |                                                       | 長野県                 | 諏訪市                 | 諏訪市                 |
| 20-1              | 諏訪湖SA/SIC        | （間）長野県道50号諏訪辰野線（バイパス）                       | 177.8            |        |                                                       | 長野県                 | 諏訪市                 | 諏訪市                 |
| 20-1              | 諏訪湖SA/SIC        | （間）長野県道50号諏訪辰野線（バイパス）                       | 177.8            | 岡谷市 |                                                       | 長野県                 |                        |                        |
| 21                | 岡谷JCT             | E19 長野自動車道                                               | 182.1            | -      |                                                       | 長野県                 |                        |                        |
| E19 小牧JCT方面   |                     |                                                                |                  |        |                                                       |                        |                        |                        |

上記の他、チェーンベース (CB) が初狩PA - 勝沼ICに1箇所、須玉IC - 長坂IC下り線に1箇所、八ヶ岳PA - 小淵沢IC下り線に2箇所、小淵沢IC - 諏訪南ICに1箇所設けられている。
なお、中央JCT未供用のため、IC番号2は欠番となっている。
IC等の施設は無いものの、高井戸IC - 中央JCT間で世田谷区を、甲府中央SIC - 昭和BS間で中央市を通過している。

#### 岡谷JCT - 小牧JCT間 E19
- 「※3」は国道153号。
- 「※4」は国道19号。

| IC 番号          | 施設名             | 接続路線名                                           | 高井戸 から (km) | BS          | 備考                      | 所在地                    | 所在地          | 所在地                         |
| ---------------- | ------------------ | ---------------------------------------------------- | ---------------- | ----------- | ------------------------- | ------------------------- | --------------- | ------------------------------ |
| E20 高井戸IC方面 |                    |                                                      |                  |             |                           |                           |                 |                                |
| 21               | 岡谷JCT            | E19 長野自動車道                                     | 182.1            | -           |                           | 長野県                    | 岡谷市          | 岡谷市                         |
| -                | 川岸BS             | -                                                    | 185.1            | ○           |                           | 長野県                    | 岡谷市          | 岡谷市                         |
| -                | 緊急車両用出入口   |                                                      |                  |             |                           | 長野県                    | 岡谷市          | 岡谷市                         |
| -                | 辰野PA/BS          | -                                                    | 192.0            | ○           |                           | 長野県                    | 上伊那郡        | 辰野町                         |
| 22               | 伊北IC             | ※3                                                   | 196.0            |             |                           | 長野県                    | 上伊那郡        | 辰野町                         |
| 22               | 伊北IC             | ※3                                                   | 196.0            | 箕輪町      |                           | 長野県                    | 上伊那郡        |                                |
| -                | 箕輪BS             | -                                                    | 199.8            | ○           |                           | 長野県                    | 上伊那郡        |                                |
| 23               | 伊那IC/BS          | 県道476号伊那インター西箕輪線 県道87号伊那インター線 | 205.5            | ○           |                           | 長野県                    | 上伊那郡        | 南箕輪村                       |
| 23               | 伊那IC/BS          | 県道476号伊那インター西箕輪線 県道87号伊那インター線 | 205.5            | ○           | 伊那市                    | 長野県                    |                 |                                |
| 23-1             | 小黒川PA/SIC       | （間）県道202号伊那駒ヶ岳線                          | 208.4            |             |                           | 長野県                    |                 |                                |
| -                | 西春近BS           | -                                                    | 211.5            | ○           |                           | 長野県                    |                 |                                |
| -                | 宮田BS             | -                                                    | 216.7            | ○           |                           | 長野県                    | 上伊那郡 宮田村 | 上伊那郡 宮田村                |
| 24               | 駒ヶ根IC/BS        | 県道75号駒ヶ根駒ヶ岳公園線                           | 220.6            | ○           |                           | 長野県                    | 駒ヶ根市        | 駒ヶ根市                       |
| 24-1             | 駒ヶ岳SA/SIC       |                                                      | 223.9            |             |                           | 長野県                    | 駒ヶ根市        | 駒ヶ根市                       |
| -                | 飯島BS             | -                                                    | 228.0            | ○           |                           | 長野県                    | 上伊那郡 飯島町 | 上伊那郡 飯島町                |
| 25               | 松川IC/BS          | 県道59号松川インター大鹿線                           | 236.0            | ○           |                           | 長野県                    | 下伊那郡        | 松川町                         |
| -                | 高森BS             | -                                                    | 242.4            | ○           |                           | 長野県                    | 下伊那郡        | 高森町                         |
| 25-1             | 座光寺PA/SIC       | （間）県道15号飯島飯田線                             | 244.6            |             |                           | 長野県                    | 飯田市          | 飯田市                         |
| -                | 上飯田BS           | -                                                    | 248.2            | ○           |                           | 長野県                    | 飯田市          | 飯田市                         |
| 26               | 飯田IC             | ※3（飯田バイパス）                                   | 251.5            |             |                           | 長野県                    | 飯田市          | 飯田市                         |
| 26-1             | 飯田山本IC/JCT     | ※3 E69 三遠南信自動車道                              | 256.7            | -           | 三遠南信道のIC番号は「1」 | 長野県                    | 飯田市          | 飯田市                         |
| -                | 阿智PA/駒場BS      | -                                                    | 259.2            | ○           |                           | 長野県                    | 下伊那郡 阿智村 | 下伊那郡 阿智村                |
| 26-2             | 園原IC             | 県道89号園原インター線 県道477号富士見台公園線       | 266.3            |             | 名古屋方面出入口          | 長野県                    | 下伊那郡 阿智村 | 下伊那郡 阿智村                |
| -                | 恵那山トンネル     | -                                                    |                  | -           | 危険物積載車両通行禁止    | 長野県                    | 下伊那郡 阿智村 | 下伊那郡 阿智村                |
| -                | 恵那山トンネル     | -                                                    | 岐阜県           | -           | 危険物積載車両通行禁止    | 中津川市                  | 中津川市        |                                |
| -                | 神坂PA/SIC/馬篭BS  | -                                                    | 岐阜県           | 278.2       | ○                         | 中津川市                  | 中津川市        | SICは2025年9月13日供用開始予定 |
| 27               | 中津川IC/BS        | ※4                                                   | 岐阜県           | 288.3       | ○                         | 中津川市                  | 中津川市        |                                |
| -                | 中津川西IC（仮称） | 濃飛横断自動車道                                     | 岐阜県           |             |                           | 中津川市                  | 中津川市        | 事業中                         |
| -                | 恵那峡SA/SIC       | -                                                    | 岐阜県           | 293.8       |                           | SICは事業中               | 恵那市          | 恵那市                         |
| 28               | 恵那IC/BS          | 県道68号恵那白川線                                   | 岐阜県           | 297.7       | ○                         |                           | 恵那市          | 恵那市                         |
| -                | 屏風山PA           | -                                                    | 岐阜県           | 310.8 309.6 |                           | 東京(長野)方面 名古屋方面 | 瑞浪市          | 瑞浪市                         |
| -                | 瑞浪天徳BS         | -                                                    | 岐阜県           | 314.1       | ○                         |                           | 瑞浪市          | 瑞浪市                         |
| 29               | 瑞浪IC             | 県道47号瑞浪インター線                               | 岐阜県           | 315.8       |                           |                           | 瑞浪市          | 瑞浪市                         |
| 30               | 土岐IC/BS          | 国道21号                                             | 岐阜県           | 320.3       | ○                         |                           | 土岐市          | 土岐市                         |
| 30-1             | 土岐JCT            | C3 東海環状自動車道                                  | 岐阜県           | 322.8       | -                         |                           | 土岐市          | 土岐市                         |
| -                | 虎渓山PA           | -                                                    | 岐阜県           | 327.3       |                           | 東京(長野)方面            | 多治見市        | 多治見市                       |
| 31               | 多治見IC/BS        | 国道248号                                            | 岐阜県           | 329.1       | ○                         |                           | 多治見市        | 多治見市                       |
| -                | 内津峠PA           | -                                                    | 335.6            |             |                           | 愛知県                    | 春日井市        | 春日井市                       |
| 32               | 小牧東IC           | 県道49号春日井犬山線                                 | 337.2            |             |                           | 愛知県                    | 小牧市          | 小牧市                         |
| -                | 小牧オアシス/IC    |                                                      |                  |             | 事業中 高速道路利便施設   | 愛知県                    | 小牧市          | 小牧市                         |
| -                | 桃花台BS           | -                                                    | 342.4            | ○           |                           | 愛知県                    | 小牧市          | 小牧市                         |
| 23               | 小牧JCT            | E1 東名高速道路                                      | 344.3            | -           |                           | 愛知県                    | 小牧市          | 小牧市                         |

上記の他、チェーンベース (CB) が岡谷JCT - 辰野PAに1箇所、阿智PA - 園原ICに1箇所設けられている。

### 富士吉田線 E68
- 全区間山梨県内に所在。
- 「※5」は国道139号。

| IC 番号            | 施設名          | 接続路線名                                       | 高井戸 から (km)          | BS | 備考                                                                        | 所在地                |
| ------------------ | --------------- | ------------------------------------------------ | ------------------------- | -- | --------------------------------------------------------------------------- | --------------------- |
| 11                 | 大月JCT         | E20 本線                                         | 71.4                      | -  |                                                                             | 大月市                |
| -                  | 小形山BS        | -                                                | 73.2                      | ○  |                                                                             | 都留市                |
| 1                  | 都留IC/BS       | 県道705号高畑谷村停車場線 県道40号都留インター線 | 77.6                      | ○  |                                                                             | 都留市                |
| -                  | 谷村PA          | -                                                | 79.4（上り） 79.7（下り） |    |                                                                             | 都留市                |
| -                  | 西桂BS          | -                                                | 84.7                      | ○  |                                                                             | 南都留郡 西桂町       |
| 1-1                | 富士吉田西桂SIC | 山梨県道718号富士吉田西桂線                      | 87.2                      |    |                                                                             | 富士吉田市            |
| -                  | 富士吉田BS      | -                                                | 89.8                      | ○  |                                                                             | 富士吉田市            |
| 2                  | 河口湖IC        | ※5                                               | 93.9                      |    | 大月方面出入口                                                              | 南都留郡 富士河口湖町 |
| 3                  | 富士吉田IC/TB   | E68 東富士五湖道路                               | 94.9                      |    | 本線料金所を設置。 東富士五湖道路の出入口のみであり大月方面の出入口は無し。 | 富士吉田市            |
| E68 東富士五湖道路 |                 |                                                  |                           |    |                                                                             |                       |

- キロポストは大月JCTからの続きになっているが、本線（西宮線）と区別するため、高井戸ICからの距離数に300を加えたものになっている。

## 歴史

### 構想から着工まで
敗戦後の日本を復興するために、東京 - 神戸間を結ぶ高速道路を建設するという構想は、静岡出身の実業家である田中清一によって最初に起案された。この田中の構想は「本州の中央山地部を縦貫する自動車道路をまず最初に建設して、この道路から海岸に向かって連絡道路を設けて、全国の普遍的開発を図る」とするもので、東京 - 神戸間の幹線自動車道路が現在の国土開発幹線自動車道の予定路線でいう中央自動車道西宮線に相当するものであった。田中構想は瀬戸山三男や青木一男ら当時の有力国会議員らの支持を受けて、1953年（昭和28年）2月に国土建設推進連盟が結成され、翌年5月には社会党右派から「国土開発中央道事業法案」が提出されるまでに至った。これに否定する立場を示したのが建設省で、東海道を予定線とする「東京神戸間有料道路計画書」を公表した。これ以後、東海道と中央道のルートどちらを採るかという論争は激化していった。
法令で中央道が定められたのは1957年（昭和32年）4月16日の国土開発縦貫自動車道建設法が最初である。これはその3年後の1960年（昭和35年）に公布された東海道幹線自動車国道建設法よりも先であり、予定路線が定められたのは同日の国土開発縦貫自動車道中央自動車道の予定路線を定める法律である。この法律で建設予定路線に定められた中央道は、起点が東京都、終点が吹田市という中央自動車道西宮線の前身ともいえるが、その主たる経過地は「神奈川県津久井郡相模湖町（現相模原市緑区）附近、富士吉田市附近、静岡県安倍郡井川村（現静岡市葵区）附近、飯田市附近、中津川市附近、小牧市附近、大垣市附近、大津市附近、京都市附近」としており、相模湖町 - 飯田市間は現在のルートとは大きく異なり、赤石山脈（南アルプス）を貫通するものであった。
1957年（昭和32年）10月に、建設省は国土開発縦貫自動車道建設法の規定により、日本道路公団に対して小牧 - 神戸間の施行命令を出して、日本初の高速自動車国道となる名神高速道路が着工されたものの、小牧から東京まで延伸する区間を、開発優先の中央道とするか、経済効率優先の東名高速とするかについては政治家たちの政治活動を巻き込む大きな問題に発展し、整備ルートは依然として決まらなかった。当時の建設省事務局内では東海道案を支持しており、1960年（昭和35年）に、東海道幹線自動車国道建設法案が議員立法される動きも出たため、これに対抗する中央道派が東海道派と激しく対立した。同年のうちに、両者の妥協によって「東海道幹線自動車国道建設法」と「中央道予定路線法」が成立したことで、両路線は同時着工する運びとなった。しかし、山地部の工事費が莫大であることから、山廻りのルートが本当に実現できるのかということになり、翌年の昭和36年度（1961年）予算編成で、経済企画庁が東海道幹線自動車国道（東名高速）と中央道の同時着工に難色を示した。翌1962年（昭和37年）、中央道予定路線のうち、工事の難易度が比較的低い東京 - 富士吉田間（現在の富士吉田線）について、基本計画が3月31日に、整備計画が5月7日に定められると、建設省は日本道路公団へ中央道本体の東京 - 富士吉田間について施行命令を出したが、それ以降の小牧に至る区間については保留した。しかし、対する東名高速の各区間については、次々と全線に亘り施工命令が出されていった。

### 建設予定ルートの変更

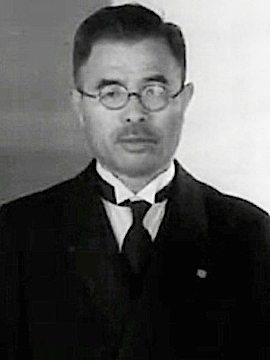
青木一男は長野県出身の政治家で、中央自動車道実現のために貢献し、諏訪へのルート変更の際は主導的役割を果たした。

中央道派の総帥であった参議院議員の青木一男は、戦前に大蔵大臣を務めた経験もあったことから、財政的にも東名高速と中央道の同時建設は困難であることに危機感を強め、中央道の全線開通が夢で終わることを憂慮した。このことで青木はヨーロッパのモンブラントンネルの視察をきっかけに、建設省の進言を受けて、多額の建設費をかけて赤石山脈（南アルプス）にトンネルを貫通させて横断する最短ルートをとるのではなく、諏訪を経由するルートに迂回変更することを決断して地元を説得した。
甲府から諏訪を経て伊那谷を通過する北回りルートに変更することが突如発表されたのは、1963年（昭和38年）5月のことである。その理由は、南アルプスの山岳地を長大トンネルで貫通する当初計画よりも、当時の金額で1000億円ほど安く建設することができるということであった。突然の変更決定に、予定する経過地とされていた身延町は、大陳情団が議員たちに当初ルート案の遂行を訴えたが、決定が覆ることはなかった。中央道のルート問題は、1964年（昭和39年）に国土開発縦貫自動車道建設法の一部を改正する法律（昭和39年法律第104号）の成立によって、経由地が「静岡県安倍郡井川村附近」から「諏訪市附近」に改正されて最終決着した。このときすでに中央道の本線として着工されていた富士吉田線は、大月から分岐して河口湖方面へ向かう現在の支線のような路線となった。
なお、これらの経緯から開通当初は高井戸ICから河口湖ICまで通し番号（1 - 8）が振られていたが、計画変更後に八王子IC - 河口湖ICは建設予定JCT・ICを含めた現在の番号に振り直されている。
山梨県内の中央道の整備は、建設大臣、自民党幹事長、自民党副総裁などを歴任し、建設族議員として権勢を振るっていた金丸信が推進し、上野原ICと長坂ICは金丸の意向で作らせたといわれる。
高井戸 - 調布間の工事では、山梨県側から調布ICまでの先行開通後、高井戸インターチェンジを経て環八通りまたは首都高速道路4号線と接続する予定であった。しかし、同時期に東京都が売り出した世田谷区烏山地区の住宅団地内を通ることを、東京都が沿線住民に事前説明していなかったことが発端となり、住環境保全を求める住民運動を受けて工事の一時中断を余儀なくされており、再開されるまで3年を要している。
結局、調布IC付近で降りた自動車が招いた周辺道路の交通渋滞が、新たな社会問題となったこともあり、住民側の要請を受けた代議士が仲介役となって、当時の建設大臣亀岡高夫とのトップ交渉を経て、代議士側が住民側を説得することで話し合いが行われ、日本道路公団側と住民側双方に不満を残しながらも、この問題は解決した。
そのためもあって、最初の開通は東名高速よりも早いが、東名高速が着工から数年で全線開通したのに比べ、中央道は着工から全線開通までに20年間の年月を要した。

### 年表
| 1967 | (12月)調布IC - 八王子IC                                               |
| 1968 | (12月)八王子IC - 相模湖IC                                             |
| 1969 | (3月)相模湖IC - 河口湖IC                                              |
| 1970 |                                                                       |
| 1971 |                                                                       |
| 1972 | (10月)多治見IC - 小牧JCT                                              |
| 1973 | (9月)瑞浪IC - 多治見IC                                                |
| 1974 |                                                                       |
| 1975 | (3月)中津川IC - 瑞浪IC (8月)駒ヶ根IC - 中津川IC                       |
| 1976 | (9月)高井戸IC - 調布IC (9月)伊北IC - 駒ヶ根IC (12月)韮崎IC - 小淵沢IC |
| 1977 | (12月)大月JCT - 勝沼IC                                                |
| 1978 |                                                                       |
| 1979 |                                                                       |
| 1980 |                                                                       |
| 1981 | (3月)小淵沢IC - 伊北IC                                                |
| 1982 | (11月)勝沼IC - 甲府昭和IC                                             |

- 1967年（昭和42年）
  - 12月2日 : 調布IC - 八王子IC工事完了[27]。
  - 12月15日 : 調布IC - 八王子IC開通[28]。有料道路「中央高速道路（調布八王子区間）」として料金徴収[29]。
- 1968年（昭和43年）12月20日 : 八王子IC - 相模湖IC開通[30]。有料道路「中央高速道路（調布富士吉田区間）」として料金徴収[31]。
- 1969年（昭和44年）3月17日 : 相模湖IC - 河口湖IC開通[32]。
八王子IC - 大月ICは現在の上り車線、大月IC - 河口湖ICは下り車線を使用した対面通行（暫定2車線）として開通。当初は、対面通行の高速道路ながら簡易の中央分離帯がなく、またはみ出し禁止規制もされていなかったため、右側車線（反対車線）にはみ出しての追い越しが可能だった[4]。ただし1976年12月から、当時まだ4車線化されていなかった大月IC - 河口湖ICでは、全線ではみ出し禁止の措置が取られることになった（1984年の4車線化まで）[33]。この教訓から、高速道路の対面通行区間は、はみ出し禁止になった。
- 1972年（昭和47年）
  - 3月21日 : 山梨県大月市の岩殿山で発生した大規模な地滑りで相模湖ICと大月ICの間が全面通行止めとなる。仮ICを設けるなどした後、同年7月22日に通行止めが解除されるまで、当該区間の通行止は123日間に及んだ。
  - 10月5日 : 多治見IC - 小牧JCT開通により、東名高速道路と接続。
- 1973年（昭和48年）
  - 4月20日 : 八王子IC - 相模湖IC4車線化。
  - 9月6日 : 瑞浪IC - 多治見IC開通[34]。
  - 12月19日 : 相模湖IC - 大月IC4車線化。
- 1975年（昭和50年）
  - 3月5日 : 中津川IC - 瑞浪IC開通[35]。
  - 8月23日 : 駒ヶ根IC - 中津川IC開通[36]（このうち網掛トンネル・恵那山トンネル区間は、現在の下り車線を使用した暫定2車線供用だった）。
- 1976年（昭和51年）
  - 5月18日 : 高井戸IC - 調布IC開通[37]。
  - 9月18日 : 伊北IC - 駒ヶ根IC開通[38]。
  - 12月19日 : 韮崎IC - 小淵沢IC開通[39]。
- 1977年（昭和52年）
  - 10月4日 : 伊北ICより東京寄り5.6kmの地点に伊北IC仮出入口を設置[40]。（1980年9月閉鎖。）
  - 12月20日 : 大月JCT - 勝沼IC開通[41]。
- 1979年（昭和54年）
  - 8月1日 : 高井戸IC - 八王子IC間が均一料金制に変更。八王子本線料金所供用開始[42]。
  - 11月16日 : 小牧東IC開通[43]。
- 1980年（昭和55年）
  - 八王子IC - 河口湖ICのIC番号変更[要出典]。
  - 3月26日 : 甲府昭和IC - 韮崎IC開通[44]。
- 1981年（昭和56年）3月30日 : 小淵沢IC - 伊北IC開通[45]。
- 1982年（昭和57年）
  - 9月20日 : ハーフJCTだった（河口湖方面と名古屋方面の行き来はできなかった）大月JCTをフルJCT化[46]。
  - 11月10日 : 勝沼IC - 甲府昭和ICが開通し、全線開通[47][注釈 14]。
- 1984年（昭和59年）11月30日 : 大月JCT - 河口湖ICの4車線化[48]。都留ICの大月方面からの出口開通、入口付替。
- 1985年（昭和60年）3月27日 : 網掛トンネル・恵那山トンネルの2期トンネル開通（現在の上り線トンネル）[49]、4車線化。
- 1986年（昭和61年）
  - 3月25日 : 岡谷JCT - 岡谷IC開通[50]。
  - 8月28日 : 河口湖IC - 富士吉田IC開通、東富士五湖道路と接続[51]。
  - 9月27日 : 長坂IC開通[52]。
- 1988年（昭和63年）3月5日 : 岡谷JCT - 岡谷ICの長野道への編入により、長野道と接続[53]。
- 1989年（平成元年）9月27日 : 上野原IC開通[54]。
- 1992年（平成4年）3月25日 : 園原IC開通[55]。
- 1993年（平成5年）1月 : 談合坂SAの1次改築完了。
混雑の激しかった談合坂SAについて、下り線SAを東京方面に約2 km移設、旧下り線SA用地を上り線SAに転用したものである。
- 1995年（平成7年）4月14日 : 稲城IC開通[56]。
- 2002年（平成14年）3月30日 : 双葉JCT開通により、中部横断道と接続。
- 2003年（平成15年）3月16日 : 上野原IC - 大月JCTの改築完了。
この改築では、事故が多発していたS字型のカーブ部分が廃止され、新道（現上り線）の新設・旧上り車線の下り線転用による4車線区間の6-7車線化、線形改良、上り線談合坂SAの改良（廃止された上下線部分）、大月JCTの織り込み区間の解消が実施された。
- 2005年（平成17年）
  - 3月19日 : 土岐JCT開通[57]により、東海環状道と接続。
  - 10月1日 : 日本道路公団の民営化に伴い、中央道は全線NEXCO中日本の管理となる。
- 2006年（平成18年）10月1日 : 双葉スマートIC開通。
- 2007年（平成19年）6月23日 : 八王子JCT開通[58]により、首都圏中央連絡自動車道と接続。国土交通省の掲げる3環状の1つに初めて接続。
- 2008年（平成20年）4月13日 : 飯田山本IC開通[59]。
- 2010年（平成22年）6月28日 : 富士吉田線で無料化社会実験開始。
- 2011年（平成23年）
  - 6月19日 : 富士吉田線の無料化社会実験終了。
  - 8月10日 : 都留ICフルIC化[60]。
- 2012年（平成24年）
  - 3月14日 : 相模湖東 - 小仏トンネルの上り線3車線化。元八王子BS付近の下り線にゆずり車線設置[61]。
  - 12月2日 : 笹子トンネル上り線にて天井崩落事故が発生。同日から上下線区間とも通行止めになった[62]。詳細は笹子トンネル天井板落下事故を参照のこと。
  - 12月3日 : 笹子トンネル上り線天井崩落事故を受けて、笹子トンネル下り線、恵那山トンネル下り線の緊急点検を実施。
  - 12月29日 : 笹子トンネル天井崩落事故で通行止めになった区間において、下り線を使った暫定2車線の対面通行で通行再開。
- 2013年（平成25年）
  - 2月8日 : 笹子トンネル天井崩落事故で対面通行となっていた、笹子トンネルの上り線が完全復旧。同時に対面通行解除。
  - 6月20日 - 7月10日 : 恵那山トンネル・下り線の天井板の撤去工事を実施。この間、上り線を使った対面通行規制を実施し、下り線は通行止[63]。
- 2015年（平成27年）
  - 3月7日 : 府中スマートIC開通。
  - 12月25日 : 上り線 調布IC - 三鷹BS付近3車線化。
- 2017年（平成29年）
  - 3月26日 : 笛吹八代スマートIC開通[64]。
  - 8月18日 : ゲリラ豪雨により恵那IC - 瑞浪IC間に土砂が流入。重軽傷者6人の人身被害を伴った事故が発生[65]。
  - 9月30日 : 小黒川スマートIC開通[66]。
- 2018年（平成30年）
  - 3月17日 : 駒ヶ岳スマートIC開通[67]。
  - 4月15日 : 富士吉田西桂スマートIC（大月JCT方面出入口）開通[68]。
  - 8月6日 : 富士吉田西桂スマートIC（河口湖IC方面出入口）開通[69]。
- 2020年（令和2年）5月24日 : 談合坂スマートIC開通[70]。
- 2021年（令和3年）
  - 3月28日 : 座光寺スマートIC開通[71]。
  - 5月1日 : 土岐JCT - 小牧JCT間の料金水準が大都市近郊区間の水準に変更される[72]。
- 2022年（令和4年）4月1日 : 稲城ICの入口料金所がETC専用化[73]。
- 2024年（令和6年）
  - 3月13日：韮崎ICがETC専用化[74]。
  - 3月22日：国立府中ICの入口料金所がETC専用化[74]。
- 2025年（令和7年）
  - 3月25日 : 上野原IC・都留ICがETC専用化[75]。
  - 4月8日 : 多治見IC・小牧東ICがETC専用化[75]。
  - 7月27日 : 諏訪湖スマートIC開通[76]。
  - 9月13日 : 神坂スマートIC開通予定[12]。

### 建設当時の標準幅員
中央自動車道の開通当初、1車線の幅員は東名高速と同じ3.6 mが採用されていた（ただし杉並 - 高井戸間は首都高速と合わせる形で3.25 mが採用されている）。しかしその後1990年代に入ってから調布 - 八王子間などで車線幅を狭めて路肩を広げる工事が実施され、現在では開通当初とは異なる幅員構成になっている。
| 区間              | 車線   | 車道   | 中央分離帯 （側帯含む） | 側帯   | 左側路肩 （側帯含む） | 右側路肩 （側帯含む） |
| ----------------- | ------ | ------ | ----------------------- | ------ | --------------------- | --------------------- |
| 東京杉並 - 高井戸 | 3.25 m | 6.50 m | 2.50 m                  | 0.40 m | 0.65 m                | 0.65 m                |
| 高井戸 - 三鷹     | 3.60 m | 7.20 m | 3.00 m                  | 0.75 m | 1.00 m                | 1.00 m                |
| 三鷹 - 調布       | 3.60 m | 7.20 m | 4.50 m                  | 0.75 m | 2.75 m                | 1.25 m                |
| 調布 - 八王子     | 3.60 m | 7.20 m | 4.50 m                  | 0.75 m | 3.25 m                | 1.25 m                |
| 八王子 - 河口湖   | 3.60 m | 7.20 m | 4.50 m                  | 0.75 m | 2.75 m                | 1.25 m                |
| トンネル          | 3.60 m | 7.20 m | -                       | 0.75 m | 0.75 m                | 0.75 m                |

（幅員構成一覧表の出典：日本道路公団高速道路八王子建設局『中央高速道路工事誌』1970年 p. 88）

## 路線状況

### 車線・最高速度
| 区間       | 区間                          | 車線   | 車線   | 車線   | 最高速度                                                | 最高速度                                                | 最高速度                                                 | 設計速度 | 備考 |
| 区間       | 区間                          | 上下線 | 上り線 | 下り線 | 大型特殊 三輪・牽引                                     | 大型貨物 特定中型貨物                                   | 左記を除く車両                                           | 設計速度 | 備考 |
| ---------- | ----------------------------- | ------ | ------ | ------ | ------------------------------------------------------- | ------------------------------------------------------- | -------------------------------------------------------- | -------- | ---- |
| 本線       | 高井戸IC - 三鷹TB             | 4      | 2      | 2      | 60 km/h （指定）                                        | 60 km/h （指定）                                        | 60 km/h （指定）                                         | 60 km/h  |      |
| 本線       | 三鷹TB - 調布IC               | 5      | 3      | 2      | （上り線） 80 km/h （法定） （下り線） 80 km/h （法定） | （上り線） 80 km/h （指定） （下り線） 90 km/h （法定） | （上り線） 80 km/h （指定） （下り線） 100 km/h （法定） | 120 km/h |      |
| 本線       | 調布IC - 八王子IC/TB          | 4      | 2      | 2      | 80 km/h （法定）                                        | 90 km/h （法定）                                        | 100 km/h （法定）                                        | 120 km/h | ※1   |
| 本線       | 八王子IC/TB - 元八王子BS      | 4      | 2      | 2      | 80 km/h （法定）                                        | 90 km/h （法定）                                        | 100 km/h （法定）                                        | 80 km/h  | ※2   |
| 本線       | 元八王子BS - 小仏TN内         | 4      | 2      | 2      | 80 km/h （法定）                                        | 80 km/h （指定）                                        | 80 km/h （指定）                                         | 80 km/h  | ※3   |
| 本線       | 小仏TN - 相模湖BS             | 5      | 3      | 2      | 80 km/h （法定）                                        | 80 km/h （指定）                                        | 80 km/h （指定）                                         | 80 km/h  |      |
| 本線       | 相模湖BS - 上野原IC           | 4      | 2      | 2      | 80 km/h （法定）                                        | 80 km/h （指定）                                        | 80 km/h （指定）                                         | 80 km/h  |      |
| 本線       | 上野原IC - 談合坂SA（上り）   | 6      | 3      | 3      | 80 km/h （法定）                                        | 80 km/h （指定）                                        | 80 km/h （指定）                                         | 80 km/h  |      |
| 本線       | 談合坂SA（上り） - 中野TN付近 | 7      | 3      | 2+2    | 80 km/h （法定）                                        | 80 km/h （指定）                                        | 80 km/h （指定）                                         | 80 km/h  |      |
| 本線       | 中野TN付近 - 大月JCT          | 6      | 3      | 3      | 80 km/h （法定）                                        | 80 km/h （指定）                                        | 80 km/h （指定）                                         | 80 km/h  |      |
| 本線       | 大月JCT                       | 5      | 3      | 2      | （上り線）70 km/h（指定） （下り線）80 km/h（指定）     | （上り線）70 km/h（指定） （下り線）80 km/h（指定）     | （上り線）70 km/h（指定） （下り線）80 km/h（指定）      | 80 km/h  |      |
| 本線       | 大月JCT - 笹子TN              | 4      | 2      | 2      | 80 km/h （法定）                                        | 80 km/h （指定）                                        | 80 km/h （指定）                                         | 80 km/h  |      |
| 本線       | 笹子TN内                      | 4      | 2      | 2      | 70 km/h（指定）                                         | 70 km/h（指定）                                         | 70 km/h（指定）                                          | 80 km/h  |      |
| 本線       | 笹子TN - 勝沼IC               | 4      | 2      | 2      | （上り線）80 km/h（指定） （下り線）70 km/h（指定）     | （上り線）80 km/h（指定） （下り線）70 km/h（指定）     | （上り線）80 km/h（指定） （下り線）70 km/h（指定）      | 80 km/h  |      |
| 本線       | 勝沼IC - 須玉IC               | 4      | 2      | 2      | 80 km/h （法定）                                        | 80 km/h （指定）                                        | 80 km/h （指定）                                         | 80 km/h  |      |
| 本線       | 須玉IC - 長坂IC※4             | 4      | 2      | 2      | （上り線）70 km/h（指定） （下り線）80 km/h（指定）     | （上り線）70 km/h（指定） （下り線）80 km/h（指定）     | （上り線）70 km/h（指定） （下り線）80 km/h（指定）      | 80 km/h  |      |
| 本線       | 長坂IC - 阿智PA               | 4      | 2      | 2      | 80 km/h （法定）                                        | 80 km/h （指定）                                        | 80 km/h （指定）                                         | 80 km/h  |      |
| 本線       | 阿智PA - 恵那山TN内           | 4      | 2      | 2      | 70 km/h （指定）                                        | 70 km/h （指定）                                        | 70 km/h （指定）                                         | 80 km/h  |      |
| 本線       | 恵那山TN - 小牧JCT            | 4      | 2      | 2      | 80 km/h （法定）                                        | 80 km/h （指定）                                        | 80 km/h （指定）                                         | 80 km/h  |      |
| 富士吉田線 | 大月JCT - 花咲TN内            | 4      | 2      | 2      | 60 km/h （指定）                                        | 60 km/h （指定）                                        | 60 km/h （指定）                                         | 80 km/h  |      |
| 富士吉田線 | 花咲TN内 - 河口湖IC           | 4      | 2      | 2      | 80 km/h （法定）                                        | 80 km/h （指定）                                        | 80 km/h （指定）                                         | 80 km/h  |      |
| 富士吉田線 | 河口湖IC - 富士吉田IC※5       | 2      | 1      | 1      | （上り線）70 km/h（指定） （下り線）40 km/h（指定）     | （上り線）70 km/h（指定） （下り線）40 km/h（指定）     | （上り線）70 km/h（指定） （下り線）40 km/h（指定）      | 80 km/h  |      |

- ※1 : 100 km/h区間ではあるが、交通量が非常に多い。
- ※2 : 厳密には八王子IC - 八王子ICから西に2 km地点までの設計速度は100 km/h。
- ※3 : 八王子JCT - 小仏トンネル区間の下りは登坂車線があり片側3車線。
- ※4 : 須玉ICから135.3kp辺りの区間
- ※5 : 暫定2車線

開通時期が古いため、急勾配やカーブが多く、東京近郊を除く全ての区間で最高速度が80 km/h以下に制限されている。
前述したとおり、中央道は他の都心部の高速自動車国道とは異なり、大部分の区間が4車線である（東名高速、関越道、東北道、常磐道、東関東道の首都圏部はいずれも6車線）。これは、開通前は周辺道路の交通量が少なく、中央道自体もそれほどの交通量を見込めないとされていたためであり、開通時は暫定2車線区間も存在していた。しかし、現在では多摩・八王子地区等で人口が増加したこと、沿線にリゾート地を多数抱えていることなどから交通量が多く、慢性的に渋滞が発生している。
これらの渋滞を解消するための対策として、上野原IC - 大月ICが一部ルート改良の上6車線化（一部は登坂車線を含め7車線化）された。しかし、さらに交通量の多い高井戸IC - 上野原ICは依然として4車線のまま（東京近郊1都3県の主要な高速道路で4車線なのは中央道のみ）であり、根本的な解決に至っていない。都県境の小仏トンネルについては、新トンネルの掘削に関する調査費用を2012年度予算に計上する意向を国土交通省が示し2021年1月現在は上り線の付加車線および新小仏トンネルについては事業中となっており、加えて下り線の相模湖IC付近の付加車線建設に関する調査を行っている。八王子以東の区間については現時点で6車線化等の具体的な計画には至っていない。NEXCO中日本や山梨県は、東京都および神奈川県、沿線の市などに協力を呼びかけているものの、建設には莫大な費用を要すること、採算性の問題（特に高井戸IC - 八王子ICは高度に市街化が進んでいるため、用地取得には多数の立ち退きが必要になる）、費用確保の問題などの理由から、6車線化には消極的である。
なお、八王子IC以東では常時交通量が多く、路肩からの追い越しがあとを絶たなかったため、路肩に追い越し防止のためのラバーポールが所々に設置されているとともに、取り締まり重点路線に指定されている。
笹子トンネル天井崩落事故があった区間については2012年12月29日から2013年2月8日までの間、下り線を使った暫定2車線対面通行となっていたため、笹子トンネル内が最高速度40 km/h、大月JCT - 勝沼ICの暫定2車線部分が最高速度50 km/hとなっていた。2013年2月8日の完全復旧後は通常の最高速度80 km/h、笹子トンネル内が最高速度70 km/hに戻った。
富士吉田線は暫定2車線で供用開始されたが、当時は中央分離帯はおろかラバーポール、縁石による仕切りもない区間が存在した。1976年に立て続けに死亡事故が発生した際には、新聞の見出しで「欠陥道路」と批判されている。その後は仕切りが追加されるとともに、上下4車線化の工事が進められた。
三鷹料金所 - 元八王子バスストップ間の最高速度は、2024年4月の大型貨物・特定中型貨物の高速自動車国道上の法定速度見直しに伴い、2024年8月に変更（見直し）が行われている。

### 道路施設

#### サービスエリア・パーキングエリア
中央道は全区間を通して交通量が多いため、座光寺パーキングエリア (PA) を除くすべてのサービスエリア・パーキングエリアに売店がある。
レストランは談合坂SA下り線と双葉サービスエリア上り線を除く、全てのSAに設置されている。かつて石川PA上り線にも設置されていたが、2010年（平成22年）6月30日をもって閉店となった。
ガソリンスタンドは全てのサービスエリアと阿智PA・虎渓山PA・内津峠PA下り線に設置されており、深夜営業をしていない阿智PA・虎渓山PA以外は全て24時間営業。かつて八ヶ岳PA下り線にも設置されていたが、2012年（平成24年）1月30日をもって閉鎖された。

#### 主なトンネルと橋
本線（西宮線）

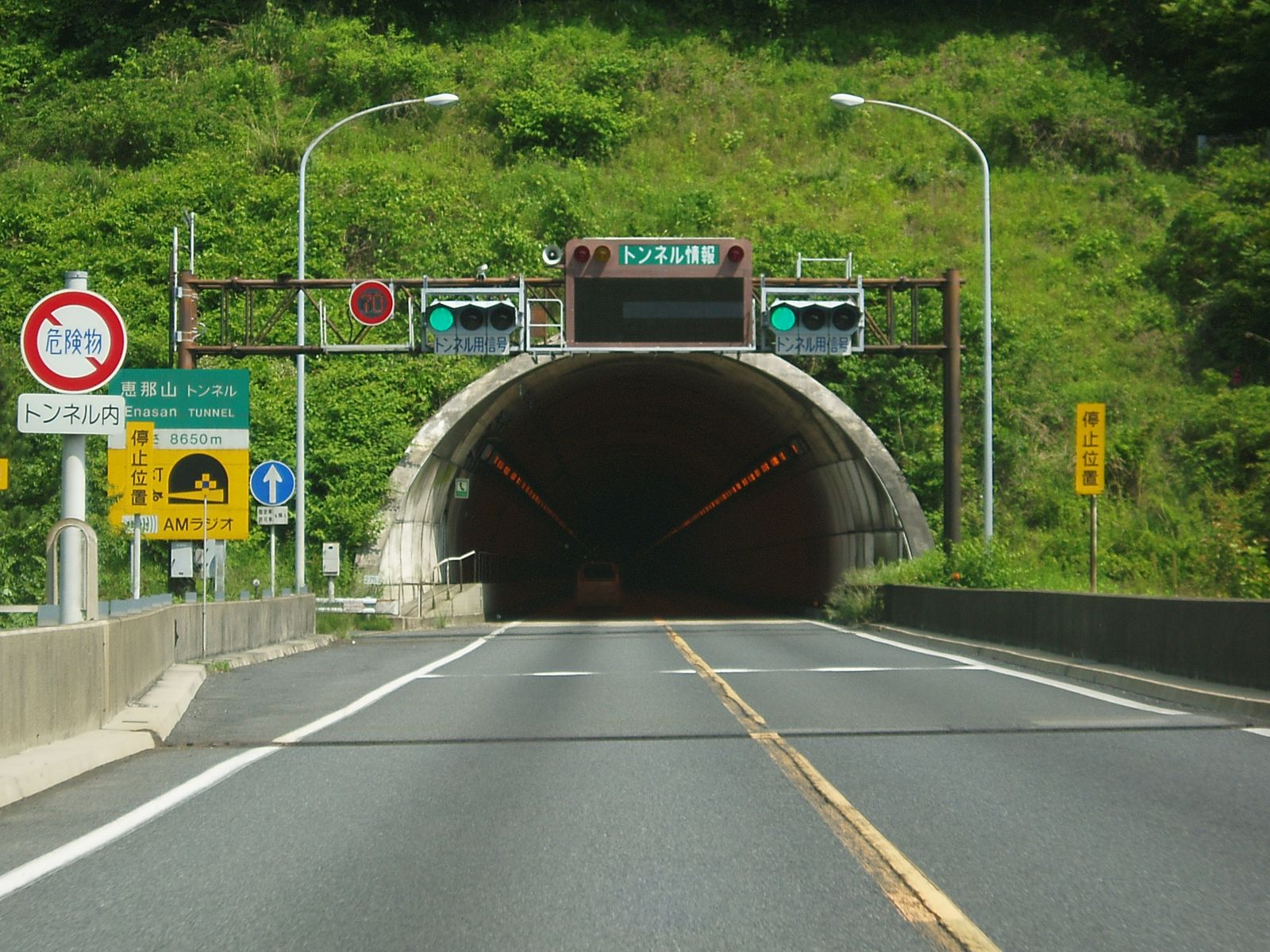
恵那山トンネル上り線入口

- 多摩川橋（国立府中IC - 石川PA） : 428 m
- 小仏トンネル（八王子JCT - 相模湖東出口） : 上り線2,002 m 下り線1,642 m
土曜・日曜及び祝日・祭日の渋滞の名所
- 葛野川橋（談合坂SA - 大月IC）
- 笹子トンネル（初狩PA - 勝沼IC） : 上り線4,784 m 下り線4,717 m
2012年12月2日に上り線でトンネル天井のコンクリート板が落下する崩落事故が発生した。詳しくは笹子トンネル天井板落下事故を参照。
- 笛吹川橋（甲府南IC - 甲府昭和IC）
- 網掛トンネル（阿智PA - 園原IC） : 上り線1,942 m 下り線1,943 m
- 恵那山トンネル（園原IC - 神坂PA） : 上り線8,649 m 下り線8,489 m
恵那山トンネルは8 km以上に及ぶ長大トンネルであるため、飯田山本IC - 中津川ICは危険物積載車両の通行が禁止されている（トンネルにかかる区間は園原IC - 中津川ICだが、園原ICはハーフIC（名古屋方面へ向かう車両は退出できない）のため、手前の飯田山本IC/JCTから規制区間となる）。このため、この区間を通過する該当車両は、国道153号・国道256号・国道19号等の一般道路を経由する必要がある。なお、2008年4月13日に飯田山本ICが開通するまでは、そのひとつ前の飯田ICで降りる必要があった。
- 落合川橋（神坂PA - 中津川IC） : 283 m

富士吉田線
- 花咲トンネル（大月JCT - 都留IC） : 上り線620 m 下り線702 m

##### トンネルの数
| 区間                     | 上り線 | 下り線 |
| ------------------------ | ------ | ------ |
| 高井戸IC - 調布IC        | 1      | 1      |
| 調布IC - 八王子JCT       | 0      | 0      |
| 八王子JCT - 相模湖東出口 | 1      | 1      |
| 相模湖東出口 - 談合坂SA  | 0      | 0      |
| 談合坂SA - 大月IC        | 5      | 8      |
| 大月IC - 初狩PA          | 0      | 0      |
| 初狩PA - 勝沼IC          | 1      | 2      |
| 勝沼IC - 小淵沢IC        | 0      | 0      |
| 小淵沢IC - 諏訪南IC      | 1      | 1      |
| 諏訪南IC - 諏訪IC        | 0      | 0      |
| 諏訪IC - 諏訪湖SA        | 1      | 1      |
| 諏訪湖SA - 岡谷JCT       | 1      | 1      |
| 岡谷JCT - 辰野PA         | 1      | 1      |
| 辰野PA - 阿智PA          | 0      | 0      |
| 阿智PA - 園原IC          | 1      | 1      |
| 園原IC - 神坂PA          | 2      | 1      |
| 神坂PA - 土岐JCT         | 0      | 0      |
| 土岐JCT - 多治見IC       | 2      | 2      |
| 多治見IC - 小牧IC        | 0      | 0      |
| 累計                     | 17     | 20     |
| 大月JCT - 都留IC         | 1      | 1      |
| 都留IC - 富士吉田IC      | 0      | 0      |
| 合計                     | 18     | 21     |

#### 道路照明灯
- 高井戸IC - 八王子IC

### 道路管理者
- NEXCO中日本東京支社[81]
  - 八王子保全・サービスセンター : 高井戸IC - 上野原IC
  - 大月保全・サービスセンター : 上野原IC - 勝沼IC・大月JCT - 河口湖IC（富士吉田線全線）
  - 甲府保全・サービスセンター : 勝沼IC - 小淵沢IC
  - 松本保全・サービスセンター : 小淵沢IC - 伊北IC
- NEXCO中日本名古屋支社
  - 飯田保全・サービスセンター : 伊北IC - 中津川IC（伊北ICを含む）
  - 多治見保全・サービスセンター : 中津川IC - 小牧東IC
  - 羽島保全・サービスセンター : 小牧東IC - 小牧JCT

#### ハイウェイラジオ
本線
- 三鷹（高井戸IC - 調布IC）
- 国立府中（国立府中IC周辺）
- 石川（石川PA周辺）
- 八王子（八王子TB - 八王子JCT）
- 相模湖（相模湖IC - 上野原IC）
- 上野原（上野原IC - 大月JCT）
- 大月（上野原IC - 大月JCT）
- 初狩（大月JCT - 勝沼IC）
- 勝沼（大月JCT - 勝沼IC）
- 一宮御坂（勝沼IC - 一宮御坂IC）
- 甲府南（一宮御坂IC - 甲府南IC）
- 甲府昭和（甲府南IC - 甲府昭和IC）
- 諏訪（諏訪南IC - 諏訪IC）
- 伊那（伊北IC - 伊那IC）
- 恵那山トンネル（園原IC - 神坂PA　恵那山トンネル内）
- 恵那（恵那峡SA - 恵那IC）
- 土岐（土岐IC周辺）
- 多治見（虎渓山PA - 多治見IC）
- 桃花台（小牧東IC - 小牧JCT）

富士吉田線
- 都留（大月JCT - 河口湖IC）

八王子支社と名古屋支社の管理境界となる伊北ICを境に、東側（富士吉田線を含む）は八王子支社の「○時○分現在の高速道路情報を、（ハイウェイラジオ○○より）お知らせします」で始まる形態、西側は名古屋支社の一宮管制による4点チャイムで始まる形態に分けられている。

### 交通量
本線（西宮線）
24時間交通量（台） 道路交通センサス
| 区間                     | 平成11（1999）年度 | 平成17年（2005年）度 | 平成22年（2010年）度 | 平成27年（2015年）度 | 令和3（2021）年度 |
| ------------------------ | ------------------ | -------------------- | -------------------- | -------------------- | ----------------- |
| 高井戸IC - 調布IC        | 90,566             | 87,891               | 93,372               | 93,073               | 71,587            |
| 調布IC - 稲城IC          | 94,335             | 90,332               | 91,717               | 89,122               | 80,035            |
| 稲城IC - 府中SIC         | 86,615             | 82,874               | 82,829               | 77,517               | 74,588            |
| 府中SIC - 国立府中IC     | 86,615             | 82,874               | 82,829               | 81,424               | 78,975            |
| 国立府中IC - 八王子IC    | 70,535             | 65,341               | 66,960               | 66,555               | 66,469            |
| 八王子IC - 八王子JCT     | 47,399             | 44,890               | 47,236               | 44,204               | 42,344            |
| 八王子JCT - 相模湖東出口 | 47,399             | 44,890               | 54,874               | 51,799               | 50,040            |
| 相模湖東出口 - 相模湖IC  | 46,764             | 44,311               | 53,895               | 51,244               | 49,537            |
| 相模湖IC - 上野原IC      | 50,071             | 47,730               | 55,800               | 50,768               | 48,483            |
| 上野原IC - 談合坂SASIC   | 47,764             | 45,392               | 52,981               | 47,645               | 44,891            |
| 談合坂SASIC - 大月IC     | 47,764             | 45,392               | 52,981               | 47,645               | 44,804            |
| 大月IC - 大月JCT         | 48,571             | 12,535               | 25,017               | 46,910               | 45,305            |
| 大月JCT - 勝沼IC         | 40,197             | 37,907               | 40,576               | 36,498               | 36,072            |
| 勝沼IC - 一宮御坂IC      | 31,817             | 31,817               | 34,153               | 31,887               | 30,593            |
| 一宮御坂IC - 笛吹八代SIC | 33,029             | 32,604               | 34,058               | 32,850               | 30,997            |
| 笛吹八代SIC - 甲府南IC   | 33,029             | 32,604               | 34,058               | 32,850               | 31,177            |
| 甲府南IC - 甲府昭和IC    | 31,497             | 30,809               | 30,698               | 29,747               | 27,630            |
| 甲府昭和IC - 双葉SASIC   | 30,597             | 29,815               | 29,181               | 28,806               | 27,630            |
| 双葉SASIC - 双葉JCT      | 30,597             | 29,505               | 30,323               | 30,264               | 27,703            |
| 双葉JCT - 韮崎IC         | 30,597             | 30,936               | 32,581               | 32,804               | 30,067            |
| 韮崎IC - 須玉IC          | 30,146             | 29,954               | 30,275               | 31,187               | 28,082            |
| 須玉IC - 長坂IC          | 27,085             | 26,506               | 26,335               | 27,409               | 24,270            |
| 長坂IC - 小淵沢IC        | 25,843             | 24,751               | 23,882               | 25,084               | 21,568            |
| 小淵沢IC - 諏訪南IC      | 25,019             | 24,077               | 23,002               | 24,184               | 20,622            |
| 諏訪南IC - 諏訪IC        | 27,298             | 27,126               | 26,223               | 26,458               | 22,906            |
| 諏訪IC - 岡谷JCT         | 33,944             | 34,811               | 34,420               | 35,424               | 31,000            |
| 岡谷JCT - 伊北IC         | 36,167             | 38,522               | 38,053               | 39,201               | 32,396            |
| 伊北IC - 伊那IC          | 33,205             | 34,971               | 34,338               | 35,520               | 29,160            |
| 伊那IC - 小黒川PASIC     | 30,911             | 32,465               | 31,715               | 32,939               | 27,499            |
| 小黒川PASIC - 駒ヶ根IC   | 30,911             | 32,465               | 31,715               | 32,939               | 27,570            |
| 駒ヶ根IC - 駒ヶ岳SASIC   | 29,660             | 30,916               | 30,220               | 31,132               | 25,981            |
| 駒ヶ岳SASIC - 松川IC     | 29,660             | 30,916               | 30,220               | 31,132               | 25,693            |
| 松川IC - 座光寺PASIC     | 27,229             | 28,098               | 27,777               | 28,381               | 23,867            |
| 座光寺PASIC - 飯田IC     | 27,229             | 28,098               | 27,777               | 28,381               | 22,615            |
| 飯田IC - 飯田山本IC      | 23,727             | 24,806               | 25,105               | 26,248               | 20,973            |
| 飯田山本IC - 園原IC      | 23,727             | 24,806               | 24,269               | 25,502               | 20,203            |
| 園原IC - 中津川IC        | 24,505             | 25,849               | 25,183               | 26,875               | 21,113            |
| 中津川IC - 恵那IC        |                    | 32,692               | 32,086               | 32,113               | 25,687            |
| 恵那IC - 瑞浪IC          |                    | 38,134               | 38,312               | 38,210               | 31,211            |
| 瑞浪IC - 土岐IC          |                    | 41,950               | 42,850               | 42,961               | 36,123            |
| 土岐IC - 土岐JCT         |                    | 45,441               | 46,552               | 45,537               | 38,685            |
| 土岐JCT - 多治見IC       | 43,433             | 39,562               | 40,719               | 34,846               |                   |
| 多治見IC - 小牧東IC      | 44,746             | 48,594               | 45,094               | 45,919               | 39,513            |
| 小牧東IC - 小牧JCT       | 46,157             | 49,464               | 47,108               | 48,446               | 40,270            |

（出典：「平成17年　道路交通センサス　一般交通量調査結果」（関東地方整備局ホームページ）・「平成22年度道路交通センサス」・「平成27年度全国道路・街路交通情勢調査」・「令和3年度全国道路・街路交通情勢調査」（国土交通省ホームページ）・「交通量調査集計表」（愛知県ホームページ）より一部データを抜粋して作成）
富士吉田線
24時間交通量（台） 道路交通センサス
| 区間                       | 平成11（1999）年度 | 平成17年（2005年）度 | 平成22年（2010年）度 | 平成27年（2015年）度 | 令和3（2021）年度 |
| -------------------------- | ------------------ | -------------------- | -------------------- | -------------------- | ----------------- |
| 大月JCT - 都留IC           | 16,400             | 16,779               | 30,488               | 16,582               | 15,479            |
| 都留IC - 富士吉田西桂SIC   | 11,728             | 12,345               | 22,909               | 13,827               | 13,250            |
| 富士吉田西桂SIC - 河口湖IC | 11,728             | 12,345               | 22,909               | 13,827               | 11,308            |
| 河口湖IC - 富士吉田IC      | 11,728             | 03,408               | 08,035               | 03,270               | 03,071            |

（出典：「平成17年　道路交通センサス　一般交通量調査結果」（関東地方整備局ホームページ）・「平成22年度道路交通センサス」・｢平成27年度全国道路・街路交通情勢調査｣・｢令和3年度全国道路・街路交通情勢調査｣（国土交通省ホームページ）より一部データを抜粋して作成）
- 平成22年度の調査期間中において大月JCT - 富士吉田ICでは、高速道路無料化社会実験が行われていた。

全線
2002年度 区間別日平均交通量
- 高井戸IC - 八王子IC（総交通量） : 11万3411台（前年度比97.1%）
- 八王子IC - 大月JCT - 河口湖IC（区間平均） : 3万9466台（前年度比98.1%）
- 大月JCT - 小牧JCT（区間平均） : 3万3063台（前年度比98.5%）

2002年度 総交通量
- 年間 : 8748万6885台（前年度比97.5%）
- 日平均 : 23万9690台

2002年度 料金収入
- 年間 : 1361億8313万3000円（前年度比97.8%）
- 日平均 : 3億7310万4000円

### 渋滞対策
中央道では、年末年始の帰省ラッシュや春・夏休みのレジャーシーズンになると必ず約30 - 60 kmの渋滞が発生してきた。そのためNEXCO中日本ではCM等の各種PR活動や、以下のような渋滞対策に取り組んできた。
1. 車線増加工事
かつての中央道の慢性的な渋滞に悩んでいた日本道路公団は、渋滞のポイントとして、帰省ラッシュやレジャーシーズンになるとラジオ等の交通情報で必ず名前の出ていた、鶴川大橋・中野トンネル・猿橋バスストップの3地点を含む上野原IC - 大月IC/JCTの車線増と一部区間の改良工事を山梨県の協力を得て行った。談合坂SA付近の上野原市野田尻地区では、カーブのきつい旧4車線区間を廃道とし（現在この区間は旧上り線部分が山梨県道30号大月上野原線に転用）、線形を改良した6車線の新道を通すなど大規模な工事が行われた[6]。その結果、2001年（平成13年）に上野原IC-談合坂SAが、2003年（平成15年）には談合坂SA - 大月ICがそれぞれ4車線→6車線化（一部区間7車線）の工事を完了、上野原IC - 大月ICの渋滞は激減し、上記3地点も交通情報で取り上げられる事はほとんどなくなった[6]。この改良工事の結果、一部の旧ルートが廃道となったが、高速道路の廃道区間は全国でもここと名神高速道路の関ヶ原IC - 米原JCTの一部（今須トンネル供用に伴うルート変更）のみである[6]。現在、県道転用されていない部分（旧下り線など）についてはNEXCO中日本の資材置き場となっている[6]。また、相模湖東IC - 小仏トンネルで上りのみ2車線→3車線化工事が完了した。
2. ウェブサイトの開設
NEXCO中日本のウェブサイトに、中央道の渋滞ポイントの案内や、渋滞に巻き込まれないための走行方法の案内が記載された「中央道すいすいドライブ」というサイト[83]があった。

## 料金
全線で対距離制で、距離あたりの料金は以下の通りである。
- 下記以外の区間 : 普通区間（普通車の距離単価は24.6円/km）
- 高井戸IC - 八王子IC間 : 大都市近郊区間（距離単価は普通区間の1.2倍）
- 園原IC - 中津川IC間 : 恵那山特別区間（距離単価は普通区間の1.6倍。ただし、ETC車は普通区間と同じ）
- 土岐JCT - 小牧JCT間 : 普通区間。ただし大都市近郊区間と同じ料金水準（距離単価は普通区間の1.2倍）

圏央道内側における料金体系の整理・統一の方針により、1979年（昭和54年）から均一制であった高井戸IC - 八王子IC間が2016年（平成28年）4月1日に対距離制に変更され、全線が対距離制区間になった。ただし、高井戸IC - 八王子IC間の非ETC車については、単純支払い方式のままで事実上均一制が継続され、平均利用距離を基にした料金から区間最大料金へと値上げされた。また、ETC車については、激変緩和措置として当面の間、一定の条件の下で2016年3月31日時点の料金（以下、旧均一料金という）を上限とする特例が設けられている。
富士吉田線（大月JCT - 河口湖IC）では、2010年6月28日から2011年6月19日まで高速道路無料化社会実験を実施した。大月IC - 大月JCT間 (1.0 km) は有料区間であるが、大月IC - 都留IC・河口湖IC相互間の利用は無料であった。
2012年12月に発生した笹子トンネル事故を受け、2013年1月1日以降は、富士吉田線を迂回路として活用するために無料扱いとした上で、大月IC - 一宮御坂IC間を一般道で走行して乗り継ぐ場合はその差額を調整する措置が取られた。この措置は、トンネル復旧工事完了後の同年2月12日午前0時で終了している。

### 高井戸 - 八王子間の料金

#### 現行料金の特例
ETC車
- 当区間内のみの走行および首都高速・東京外環道との連続走行で都心発着（首都高速の出入口発着または東京外環道のインターチェンジ発着）の場合、旧均一料金（普通車の場合620円）を上限とする。八王子ICより西の区間から連続して走行する場合は、八王子ICまでの料金と旧均一料金との合計額を上限とする（逆方向も同様）。
- 上記の規定は、都心通過の場合（首都高速および東京外環道を経由して東北道・常磐道等の放射高速道路を連続走行した場合）[注釈 16]には適用しない。この場合、走行時に通知された料金より請求時の料金が高額になる[87]。

非ETC車
- 八王子ICより西の区間とは別料金。発着インターチェンジにかかわらず区間最大料金（大都市近郊区間25.8 km分。普通車の場合980円）が徴収される。

#### 沿革
沿線の宅地化が進み、三鷹料金所での渋滞による環境悪化や都市内高速道路の性格が強まったことなどから、1979年8月1日に均一料金制が導入された。
しかし、都市内高速道路の性格が強まったとはいえ、管理主体が異なる首都高速道路とは別料金であった。公団が民営化されてもそれは変わらず、多摩地域の自治体からは、東京都から首都高速道路株式会社への出資金には多摩地域住民の税金が含まれているにもかかわらず、多摩地域から都心へ行くのに首都高速道路と別に料金負担を強いられるのは不公平であるとして、料金体系見直しの要望がなされてきた。
2012年（平成24年）1月の首都高速道路の対距離制移行にあわせ、この区間では短距離の利用に対するETC割引（後述）が開始された。
2016年4月の対距離制移行は首都圏における新たな料金体系構築の一環である。その原則の一つには「管理主体を超えたシンプルでシームレスな料金体系」が標榜されており、同時に首都高速の料金体系も、高速自動車国道大都市近郊区間と同じ料金体系に変更された。しかし県境を跨いだ神奈川県、埼玉県、千葉県の沿線各市が「首都高」として一体的な扱いで受益しているにも関わらず、中央高速道路の当該区間における首都高速道路との連続走行の場合は依然として別料金であり、固定額として2回分徴収される。2016年東京都知事選挙で当選した小池百合子東京都知事のマニフェスト「東京大改革宣言」における「多摩格差ゼロ」の「交通ネットワークの充実強化」でもこの問題は謳われておらず不均衡な状況は依然として放置されている。

### 土岐JCT - 小牧JCT間の料金
この区間はもともと他の普通区間と同じ料金水準が適用されていたが、2021年5月1日に中京圏の東海環状自動車道の内側の高速道路料金の整理・統一が行われ、大都市近郊区間の料金水準に変更された。なお、この区間は引き続き普通区間であるため、首都圏・京阪神圏の大都市近郊区間では適用されないETC割引制度（休日割引、平日朝夕割引）は適用される。

### 恵那山特別区間
1972年（昭和47年）の道路審議会答申に基づいて、恵那山トンネル通過車には割高な料金設定がなされてきた。こちらも沿線自治体からは不公平であるとして撤廃を求める声が上がり、2000年（平成12年）10月には伊那市・駒ヶ根市・飯田市・中津川市・恵那市の5市の市議会議長で「中央自動車道・恵那山トンネル等議長会連絡協議会」が設立された。
一般道へ回避する車による沿線環境の悪化もみられることから、2009年（平成21年）5月に高速道路利便増進事業によるETC割引が導入された。2011年8月には割引が拡充されて非ETC車も対象となり、一旦は事実上撤廃された。
利便増進事業の割引財源が切れる2014年（平成26年）4月からは、割引ではなく通常料金自体を値下げすることになったが、債務の返済状況や料金徴収コストを踏まえ、当面10年間・ETC車限定で実施している。

### 割引

#### ETC時間帯割引
2016年4月1日から全線が対距離制区間となったため、八王子本線料金所では時刻判定を行わず、入口と出口の通過時刻をもって判断する。高井戸IC - 八王子IC間の出口に設置されているフリーフローアンテナでも時刻判定を行うようになった。
- 2017年1月17日までは、八王子ICから下り方向への流入は八王子本線料金所で入口時刻判定を行っていたが2017年1月18日からは八王子IC内料金所にフリーフローアンテナが設置されたため八王子ICフリーフローアンテナで入口時刻判定を行う。首都高速から流入は高井戸入口が無いため三鷹料金所で入口時刻判定を行う。
- 高井戸上り出口のフリーフローアンテナは3.9キロポスト付近の本線上（北緯35度40分21.9秒 東経139度34分27.9秒 / 北緯35.672750度 東経139.574417度）にあったが2017年1月18日からは高井戸出口と首都高速接続地点付近の0.3キロポストに設置されている自動速度違反取締装置のそれぞれに位置が変更されている。八王子下り出口のフリーフローアンテナは第一出口ランプ分岐手前の本線上（北緯35度40分21.9秒 東経139度34分27.9秒 / 北緯35.672750度 東経139.574417度）[96]にあったが2017年1月18日からは高井戸出口同様第一出口、第二出口（八王子IC施設内）、八王子本線料金所、八王子本線料金所通過後の本線上にそれぞれフリーフローアンテナの設置位置が変更されている。

2016年3月31日までは八王子ICを境に料金制度が異なっていたため、ここで区切って別々に割引適用を判断していた。ただし、早朝夜間割引（2014年3月31日限りで終了）については特例があった。
2016年4月1日から2017年1月17日までは八王子本線料金所と各インターチェンジの料金所およびフリーフローアンテナでは従前の方法で判断した料金が通知され、請求時に修正されていたが前述の激変緩和措置が適用されない場合を除き2017年1月18日からは各インターチェンジ出口のフリーフローアンテナで料金を通知する方法に切り替わった。

#### 均一制区間における短区間割引
2012年1月1日から2016年3月31日まで実施。均一制区間の特定IC間を利用するETC車については150 - 350円引きとなる（普通車の場合）。時間帯割引の重複適用はない。高井戸IC - 八王子IC間の対距離制移行により発展的に解消された。
2008年度に発表された「高速道路の有効活用・機能強化の取り組み」の一環として、当初は2011年4月から2018年3月までの実施予定とされていた。

#### 特別区間割引（恵那山トンネル）
走行全体ではなく、特別区間の距離単価のみを割引する（固定額は割引対象外）。
2009年5月13日から2011年7月31日まで
ETC車に限り30%引き。時間帯割引が適用されない利用に適用される。
2011年8月1日から2014年3月31日まで
すべての自動車について37.5%引きとし、普通区間と同等になる。ETC車は時間帯割引が重複適用される。

## 地理

### 通過する自治体
本線（西宮線）
- 東京都
  - 杉並区 - 世田谷区 - 三鷹市 - 調布市 -  府中市 - 国立市 - 日野市 - 八王子市
- 神奈川県
  - 相模原市（緑区）
- 山梨県
  - 上野原市 - 大月市 - 都留市 - 甲州市 - 笛吹市 - 甲府市 - 中央市 - 中巨摩郡昭和町 - 甲斐市 - 韮崎市 - 北杜市
- 長野県
  - 諏訪郡富士見町 - 茅野市 - 諏訪郡原村 - 茅野市 - 諏訪市 - 岡谷市 - 上伊那郡辰野町 - 上伊那郡箕輪町 - 上伊那郡南箕輪村 - 伊那市 - 上伊那郡宮田村 - 駒ヶ根市 - 上伊那郡飯島町 - 下伊那郡松川町 - 下伊那郡高森町 - 飯田市 - 下伊那郡阿智村
- 岐阜県
  - 中津川市 - 恵那市 - 瑞浪市 - 土岐市 - 多治見市
- 愛知県
  - 春日井市 - 小牧市

富士吉田線
- 山梨県
  - 大月市 - 都留市 - 南都留郡西桂町 -  富士吉田市 - 南都留郡富士河口湖町

### 接続する高速道路
本線（西宮線）
- 首都高速4号新宿線（高井戸ICで直結）
- C3 東京外かく環状道路（中央JCTで接続 : 計画中）
- C4 首都圏中央連絡自動車道（八王子JCTで接続）
- E68 富士吉田線（大月JCTで接続）
- E52 中部横断自動車道（双葉JCTで接続）
- E52 中部横断自動車道（長坂JCTで接続 : 計画中）
- E19 長野自動車道（岡谷JCTで接続）
- E69 三遠南信自動車道（飯田山本ICで接続）
- C3 東海環状自動車道（土岐JCTで接続）
- E1 東名高速道路（小牧JCTで接続）

富士吉田線
- E20 本線（大月JCTで接続）
- E68 東富士五湖道路（富士吉田ICで直結）

### 周辺の主な山
中央道の大半は山地部を通過するために、沿道には多くの山がある。
- 道志山塊
- 御坂山地
- 富士山
- 八ヶ岳
- 赤石山脈
- 木曽山脈

### 周辺の主な川
- 多摩川
- 鶴川
- 笛吹川
- 立場川
- 天竜川の支流
  - 小沢川
  - 小黒川
  - 太田切川
  - 中田切川
  - 与田切川
- 落合川

## ギャラリー
- 多摩川橋梁（奥が高井戸方面）
- 富士吉田線、都留IC付近（2009年1月27日撮影）
- 1975年度撮影の談合坂SAの国土交通省 国土地理院 地図・空中写真閲覧サービスの空中写真を基に作成
- 双葉JCT付近（奥が東京方面）
- 談合坂付近の廃道区間
- 最高標高地点 (1,015 m)
- 葛窪トンネル付近
- 西春近BS付近。
- 1987年（昭和62年）度に撮影された国土航空写真。愛知県小牧市にある桃花台ニュータウン南部を通る中央自動車道。
- 愛知県小牧市付近。東名高速道路と名神高速道路と中央自動車道の分岐点である小牧JCT

## 中央道を舞台にした作品
「中央フリーウェイ」（荒井由実）
アルバム『The 14th Moon』収録。中央道下り八王子市に向けて走る府中市付近の風景が歌われており、中央道を夜空に向かう滑走路に喩えている。